# Haakon VII van Noorwegen
Christiaan Frederik Karel George Waldemar Axel (Charlottenlund, 3 augustus 1872 – Oslo, 21 september 1957), de in de Nederlandstalige literatuur vernederlandste namen van Christian Frederik Carl Georg Valdemar Axel, was als Haakon VII van 1905 tot 1957 de eerste koning van Noorwegen na het einde van de personele unie met Zweden. Hij was de tweede zoon van Frederik VIII van Denemarken. Zijn roepnaam was Carl. 

## Jeugd en huwelijk
Haakon VII werd geboren als Carl van Denemarken op 3 augustus 1872 op Slot Charlottenlund nabij Kopenhagen. Hij was de tweede zoon van toen nog kroonprins Frederik van Denemarken en latere koning Frederik VIII en diens vrouw Louise van Zweden. Zijn oudere broer Christiaan (1870-1947) werd later als Christiaan X koning van Denemarken.
Via zijn vader was hij een kleinzoon van koning Christiaan IX en koningin Louise van Hessen-Kassel. Via zijn moeder was hij bovendien een kleinzoon van koning Karel XV van Zweden (als Karel IV koning van Noorwegen) en koningin Louise, een kleindochter van koning Willem I der Nederlanden.
Carl werd koning van Noorwegen nog vóór zijn vader koning van Denemarken werd. Tijdens zijn koningschap zag hij zijn vader als Frederik VIII in 1906, zijn broer als Christiaan X in 1912, en zijn neef als Frederik IX in 1947 de troon van Denemarken bestijgen.
Carl was een prins uit het huis Sleeswijk-Holstein-Sonderburg-Glücksburg, een zijtak uit het huis Oldenburg. Het huis Oldenburg is een invloedrijk Noord-Europees vorstengeslacht dat al sinds 1448 over Denemarken regeerde, en van 1536 tot 1814 tevens over Noorwegen, toen verbonden met Denemarken in het koninkrijk Denemarken-Noorwegen. Dit geslacht kwam eigenlijk uit het noorden van Duitsland. De Oldenburgfamilie had al banden met Noorwegen sinds de late middeleeuwen. Via zijn vader stamde Carl af van meerdere Noorse koningen, die regeerden over een onafhankelijk Noorwegen, waaronder: Haakon V, Christiaan I, Frederik I, Christiaan III, Frederik II, Christiaan IV en Frederik III. Frederik III voegde Noorwegen samen met Sleeswijk en Holstein, waarna het tot 1814 geen onafhankelijke status had. Christiaan Frederik was van mei tot oktober 1814 koning van een onafhankelijk Noorwegen. Ook Christiaan Frederik was een voorvader van Carl.
Carl werd opgevoed aan het hof van Kopenhagen en studeerde aan de Koninklijke Deense Marine Academie.
Op 22 juli 1896 huwde hij te Buckingham Palace met zijn nicht prinses Maud van Saksen-Coburg en Gotha. Maud was de jongste dochter van de latere koning Edward VII van het Verenigd Koninkrijk en koningin Alexandra van Denemarken. Koningin Alexandra was de oudste dochter van koning Christiaan IX en koningin Louise en dus zijn tante. Uit dit huwelijk werd één zoon geboren:
- Alexander Frederik Eduard Christiaan (2 juli 1903 - 17 januari 1991), later als Olaf V koning van Noorwegen. Hij huwde prinses Märtha van Zweden, eveneens een nakomeling van koning Karel XIV Johan.

## Koning van Noorwegen

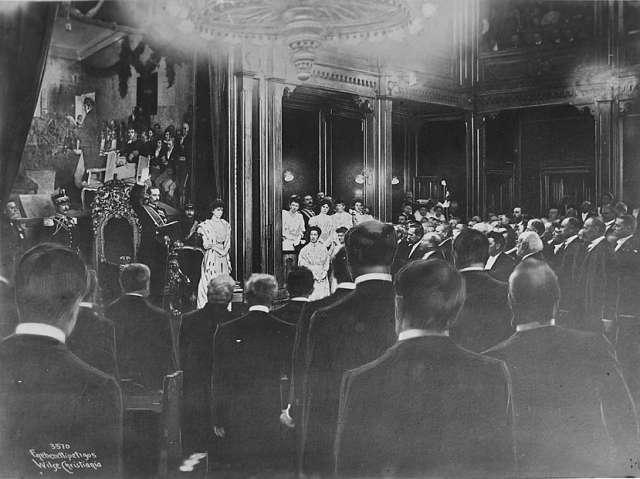
Eedaflegging van koning Haakon VII

Na enige jaren van politieke onrust koos het Noorse volk in 1905 ervoor zich van Zweden af te scheiden. Op 18 november van dat jaar koos het parlement, het Storting, Karel als koning van Noorwegen. Deze keuze werd in een referendum door het volk bevestigd. Karel werd op 22 juni 1906 gekroond in de Nidaros-domkerk te Trondheim. Hij noemde zich nu Haakon, naar de gelijknamige middeleeuwse koningen van Noorwegen.
Toen de Duitsers met Operatie Weserübung Noorwegen in april 1940 bezetten, leidde Haakon twee maanden lang het verzet en weigerde de nieuwe regering onder Vidkun Quisling te erkennen. Hierna week hij uit naar Engeland en leidde de regering in ballingschap vanuit de Londense wijk Rotherhithe. Hij vormde een belangrijk symbool voor het Noorse verzet. In 1945 keerde hij naar zijn land terug.
Haakon stierf op 21 september 1957 in Oslo aan de gevolgen van een val in zijn badkamer, twee jaar eerder. Zijn enige zoon volgde hem op als Olaf V.

## Kwartierstaat (voorouders)
| Frederik Willem van Sleeswijk- Holstein-Sonderburg-Glücksburg (1785-1831) | Frederik Willem van Sleeswijk- Holstein-Sonderburg-Glücksburg (1785-1831) | Frederik Willem van Sleeswijk- Holstein-Sonderburg-Glücksburg (1785-1831) | Frederik Willem van Sleeswijk- Holstein-Sonderburg-Glücksburg (1785-1831) | Frederik Willem van Sleeswijk- Holstein-Sonderburg-Glücksburg (1785-1831) | Frederik Willem van Sleeswijk- Holstein-Sonderburg-Glücksburg (1785-1831) | Louise Caroline van Hesse-Kassel (1789-1867) | Louise Caroline van Hesse-Kassel (1789-1867) | Louise Caroline van Hesse-Kassel (1789-1867) | Louise Caroline van Hesse-Kassel (1789-1867) | Louise Caroline van Hesse-Kassel (1789-1867) | Louise Caroline van Hesse-Kassel (1789-1867) |                                          |                                          | Willem van Hessen-Kassel (1787-1867)     | Willem van Hessen-Kassel (1787-1867)     | Willem van Hessen-Kassel (1787-1867)       | Willem van Hessen-Kassel (1787-1867)       | Willem van Hessen-Kassel (1787-1867)       | Willem van Hessen-Kassel (1787-1867)       | Louise Charlotte van Denemarken (1789-1864) | Louise Charlotte van Denemarken (1789-1864) | Louise Charlotte van Denemarken (1789-1864) | Louise Charlotte van Denemarken (1789-1864) | Louise Charlotte van Denemarken (1789-1864) | Louise Charlotte van Denemarken (1789-1864) |                                   |                                   | Oscar I van Zweden (1799-1859)    | Oscar I van Zweden (1799-1859)    | Oscar I van Zweden (1799-1859) | Oscar I van Zweden (1799-1859) | Oscar I van Zweden (1799-1859)      | Oscar I van Zweden (1799-1859)      | Josephine van Leuchtenberg (1807-1876) | Josephine van Leuchtenberg (1807-1876) | Josephine van Leuchtenberg (1807-1876) | Josephine van Leuchtenberg (1807-1876) | Josephine van Leuchtenberg (1807-1876) | Josephine van Leuchtenberg (1807-1876) |                                  |                                  | Frederik der Nederlanden (1797-1881) | Frederik der Nederlanden (1797-1881) | Frederik der Nederlanden (1797-1881) | Frederik der Nederlanden (1797-1881) | Frederik der Nederlanden (1797-1881) | Frederik der Nederlanden (1797-1881) | Louise van Pruisen (1808-1870)       | Louise van Pruisen (1808-1870)       | Louise van Pruisen (1808-1870) | Louise van Pruisen (1808-1870) | Louise van Pruisen (1808-1870) | Louise van Pruisen (1808-1870) |  |  |  |  |  |  |  |  |  |  |  |  |  |  |  |  |  |  |  |  |  |  |  |  |  |  |  |  |  |  |  |  |  |  |  |  |  |  |  |  |  |  |  |  |  |  |  |  |
| Frederik Willem van Sleeswijk- Holstein-Sonderburg-Glücksburg (1785-1831) | Frederik Willem van Sleeswijk- Holstein-Sonderburg-Glücksburg (1785-1831) | Frederik Willem van Sleeswijk- Holstein-Sonderburg-Glücksburg (1785-1831) | Frederik Willem van Sleeswijk- Holstein-Sonderburg-Glücksburg (1785-1831) | Frederik Willem van Sleeswijk- Holstein-Sonderburg-Glücksburg (1785-1831) | Frederik Willem van Sleeswijk- Holstein-Sonderburg-Glücksburg (1785-1831) | Louise Caroline van Hesse-Kassel (1789-1867) | Louise Caroline van Hesse-Kassel (1789-1867) | Louise Caroline van Hesse-Kassel (1789-1867) | Louise Caroline van Hesse-Kassel (1789-1867) | Louise Caroline van Hesse-Kassel (1789-1867) | Louise Caroline van Hesse-Kassel (1789-1867) |                                          |                                          | Willem van Hessen-Kassel (1787-1867)     | Willem van Hessen-Kassel (1787-1867)     | Willem van Hessen-Kassel (1787-1867)       | Willem van Hessen-Kassel (1787-1867)       | Willem van Hessen-Kassel (1787-1867)       | Willem van Hessen-Kassel (1787-1867)       | Louise Charlotte van Denemarken (1789-1864) | Louise Charlotte van Denemarken (1789-1864) | Louise Charlotte van Denemarken (1789-1864) | Louise Charlotte van Denemarken (1789-1864) | Louise Charlotte van Denemarken (1789-1864) | Louise Charlotte van Denemarken (1789-1864) |                                   |                                   | Oscar I van Zweden (1799-1859)    | Oscar I van Zweden (1799-1859)    | Oscar I van Zweden (1799-1859) | Oscar I van Zweden (1799-1859) | Oscar I van Zweden (1799-1859)      | Oscar I van Zweden (1799-1859)      | Josephine van Leuchtenberg (1807-1876) | Josephine van Leuchtenberg (1807-1876) | Josephine van Leuchtenberg (1807-1876) | Josephine van Leuchtenberg (1807-1876) | Josephine van Leuchtenberg (1807-1876) | Josephine van Leuchtenberg (1807-1876) |                                  |                                  | Frederik der Nederlanden (1797-1881) | Frederik der Nederlanden (1797-1881) | Frederik der Nederlanden (1797-1881) | Frederik der Nederlanden (1797-1881) | Frederik der Nederlanden (1797-1881) | Frederik der Nederlanden (1797-1881) | Louise van Pruisen (1808-1870)       | Louise van Pruisen (1808-1870)       | Louise van Pruisen (1808-1870) | Louise van Pruisen (1808-1870) | Louise van Pruisen (1808-1870) | Louise van Pruisen (1808-1870) |  |  |  |  |  |  |  |  |  |  |  |  |  |  |  |  |  |  |  |  |  |  |  |  |  |  |  |  |  |  |  |  |  |  |  |  |  |  |  |  |  |  |  |  |  |  |  |  |
|                                                                           |                                                                           |                                                                           |                                                                           |                                                                           |                                                                           |                                              |                                              |                                              |                                              |                                              |                                              |                                          |                                          |                                          |                                          |                                            |                                            |                                            |                                            |                                             |                                             |                                             |                                             |                                             |                                             |                                   |                                   |                                   |                                   |                                |                                |                                     |                                     |                                        |                                        |                                        |                                        |                                        |                                        |                                  |                                  |                                      |                                      |                                      |                                      |                                      |                                      |                                      |                                      |                                |                                |                                |                                |  |  |  |  |  |  |  |  |  |  |  |  |  |  |  |  |  |  |  |  |  |  |  |  |  |  |  |  |  |  |  |  |  |  |  |  |  |  |  |  |  |  |  |  |  |  |  |  |
|                                                                           |                                                                           |                                                                           |                                                                           | Christiaan IX van Denemarken (1818-1906)                                  | Christiaan IX van Denemarken (1818-1906)                                  | Christiaan IX van Denemarken (1818-1906)     | Christiaan IX van Denemarken (1818-1906)     | Christiaan IX van Denemarken (1818-1906)     | Christiaan IX van Denemarken (1818-1906)     |                                              |                                              |                                          |                                          |                                          |                                          | Louise van Hessen-Kassel (1817-1898)       | Louise van Hessen-Kassel (1817-1898)       | Louise van Hessen-Kassel (1817-1898)       | Louise van Hessen-Kassel (1817-1898)       | Louise van Hessen-Kassel (1817-1898)        | Louise van Hessen-Kassel (1817-1898)        |                                             |                                             |                                             |                                             |                                   |                                   |                                   |                                   |                                |                                | Karel XV van Zweden (1826-1872)     | Karel XV van Zweden (1826-1872)     | Karel XV van Zweden (1826-1872)        | Karel XV van Zweden (1826-1872)        | Karel XV van Zweden (1826-1872)        | Karel XV van Zweden (1826-1872)        |                                        |                                        |                                  |                                  |                                      |                                      | Louise van Oranje-Nassau (1828-1871) | Louise van Oranje-Nassau (1828-1871) | Louise van Oranje-Nassau (1828-1871) | Louise van Oranje-Nassau (1828-1871) | Louise van Oranje-Nassau (1828-1871) | Louise van Oranje-Nassau (1828-1871) |                                |                                |                                |                                |  |  |  |  |  |  |  |  |  |  |  |  |  |  |  |  |  |  |  |  |  |  |  |  |  |  |  |  |  |  |  |  |  |  |  |  |  |  |  |  |  |  |  |  |  |  |  |  |
|                                                                           |                                                                           |                                                                           |                                                                           | Christiaan IX van Denemarken (1818-1906)                                  | Christiaan IX van Denemarken (1818-1906)                                  | Christiaan IX van Denemarken (1818-1906)     | Christiaan IX van Denemarken (1818-1906)     | Christiaan IX van Denemarken (1818-1906)     | Christiaan IX van Denemarken (1818-1906)     |                                              |                                              |                                          |                                          |                                          |                                          | Louise van Hessen-Kassel (1817-1898)       | Louise van Hessen-Kassel (1817-1898)       | Louise van Hessen-Kassel (1817-1898)       | Louise van Hessen-Kassel (1817-1898)       | Louise van Hessen-Kassel (1817-1898)        | Louise van Hessen-Kassel (1817-1898)        |                                             |                                             |                                             |                                             |                                   |                                   |                                   |                                   |                                |                                | Karel XV van Zweden (1826-1872)     | Karel XV van Zweden (1826-1872)     | Karel XV van Zweden (1826-1872)        | Karel XV van Zweden (1826-1872)        | Karel XV van Zweden (1826-1872)        | Karel XV van Zweden (1826-1872)        |                                        |                                        |                                  |                                  |                                      |                                      | Louise van Oranje-Nassau (1828-1871) | Louise van Oranje-Nassau (1828-1871) | Louise van Oranje-Nassau (1828-1871) | Louise van Oranje-Nassau (1828-1871) | Louise van Oranje-Nassau (1828-1871) | Louise van Oranje-Nassau (1828-1871) |                                |                                |                                |                                |  |  |  |  |  |  |  |  |  |  |  |  |  |  |  |  |  |  |  |  |  |  |  |  |  |  |  |  |  |  |  |  |  |  |  |  |  |  |  |  |  |  |  |  |  |  |  |  |
|                                                                           |                                                                           |                                                                           |                                                                           |                                                                           |                                                                           |                                              |                                              |                                              |                                              | Frederik VIII van Denemarken (1843-1912)     | Frederik VIII van Denemarken (1843-1912)     | Frederik VIII van Denemarken (1843-1912) | Frederik VIII van Denemarken (1843-1912) | Frederik VIII van Denemarken (1843-1912) | Frederik VIII van Denemarken (1843-1912) |                                            |                                            |                                            |                                            |                                             |                                             |                                             |                                             |                                             |                                             |                                   |                                   |                                   |                                   |                                |                                |                                     |                                     |                                        |                                        |                                        |                                        | Louise van Zweden (1851-1926)          | Louise van Zweden (1851-1926)          | Louise van Zweden (1851-1926)    | Louise van Zweden (1851-1926)    | Louise van Zweden (1851-1926)        | Louise van Zweden (1851-1926)        |                                      |                                      |                                      |                                      |                                      |                                      |                                |                                |                                |                                |  |  |  |  |  |  |  |  |  |  |  |  |  |  |  |  |  |  |  |  |  |  |  |  |  |  |  |  |  |  |  |  |  |  |  |  |  |  |  |  |  |  |  |  |  |  |  |  |
|                                                                           |                                                                           |                                                                           |                                                                           |                                                                           |                                                                           |                                              |                                              |                                              |                                              | Frederik VIII van Denemarken (1843-1912)     | Frederik VIII van Denemarken (1843-1912)     | Frederik VIII van Denemarken (1843-1912) | Frederik VIII van Denemarken (1843-1912) | Frederik VIII van Denemarken (1843-1912) | Frederik VIII van Denemarken (1843-1912) |                                            |                                            |                                            |                                            |                                             |                                             |                                             |                                             |                                             |                                             |                                   |                                   |                                   |                                   |                                |                                |                                     |                                     |                                        |                                        |                                        |                                        | Louise van Zweden (1851-1926)          | Louise van Zweden (1851-1926)          | Louise van Zweden (1851-1926)    | Louise van Zweden (1851-1926)    | Louise van Zweden (1851-1926)        | Louise van Zweden (1851-1926)        |                                      |                                      |                                      |                                      |                                      |                                      |                                |                                |                                |                                |  |  |  |  |  |  |  |  |  |  |  |  |  |  |  |  |  |  |  |  |  |  |  |  |  |  |  |  |  |  |  |  |  |  |  |  |  |  |  |  |  |  |  |  |  |  |  |  |
|                                                                           |                                                                           |                                                                           |                                                                           |                                                                           |                                                                           |                                              |                                              |                                              |                                              |                                              |                                              |                                          |                                          |                                          |                                          |                                            |                                            |                                            |                                            |                                             |                                             |                                             |                                             |                                             |                                             |                                   |                                   |                                   |                                   |                                |                                |                                     |                                     |                                        |                                        |                                        |                                        |                                        |                                        |                                  |                                  |                                      |                                      |                                      |                                      |                                      |                                      |                                      |                                      |                                |                                |                                |                                |  |  |  |  |  |  |  |  |  |  |  |  |  |  |  |  |  |  |  |  |  |  |  |  |  |  |  |  |  |  |  |  |  |  |  |  |  |  |  |  |  |  |  |  |  |  |  |  |
|                                                                           |                                                                           |                                                                           |                                                                           |                                                                           |                                                                           |                                              |                                              |                                              |                                              |                                              |                                              |                                          |                                          |                                          |                                          |                                            |                                            |                                            |                                            |                                             |                                             |                                             |                                             |                                             |                                             |                                   |                                   |                                   |                                   |                                |                                |                                     |                                     |                                        |                                        |                                        |                                        |                                        |                                        |                                  |                                  |                                      |                                      |                                      |                                      |                                      |                                      |                                      |                                      |                                |                                |                                |                                |  |  |  |  |  |  |  |  |  |  |  |  |  |  |  |  |  |  |  |  |  |  |  |  |  |  |  |  |  |  |  |  |  |  |  |  |  |  |  |  |  |  |  |  |  |  |  |  |
| Christiaan X van Denemarken (1870-1947)                                   | Christiaan X van Denemarken (1870-1947)                                   | Christiaan X van Denemarken (1870-1947)                                   | Christiaan X van Denemarken (1870-1947)                                   | Christiaan X van Denemarken (1870-1947)                                   | Christiaan X van Denemarken (1870-1947)                                   |                                              |                                              | Haakon VII van Noorwegen (1872-1957)         | Haakon VII van Noorwegen (1872-1957)         | Haakon VII van Noorwegen (1872-1957)         | Haakon VII van Noorwegen (1872-1957)         | Haakon VII van Noorwegen (1872-1957)     | Haakon VII van Noorwegen (1872-1957)     |                                          |                                          | Louise Caroline van Denemarken (1875-1906) | Louise Caroline van Denemarken (1875-1906) | Louise Caroline van Denemarken (1875-1906) | Louise Caroline van Denemarken (1875-1906) | Louise Caroline van Denemarken (1875-1906)  | Louise Caroline van Denemarken (1875-1906)  |                                             |                                             | Harald van Denemarken (1876-1949)           | Harald van Denemarken (1876-1949)           | Harald van Denemarken (1876-1949) | Harald van Denemarken (1876-1949) | Harald van Denemarken (1876-1949) | Harald van Denemarken (1876-1949) |                                |                                | Ingeborg van Denemarken (1878-1958) | Ingeborg van Denemarken (1878-1958) | Ingeborg van Denemarken (1878-1958)    | Ingeborg van Denemarken (1878-1958)    | Ingeborg van Denemarken (1878-1958)    | Ingeborg van Denemarken (1878-1958)    |                                        |                                        | Thyra van Denemarken (1889-1945) | Thyra van Denemarken (1889-1945) | Thyra van Denemarken (1889-1945)     | Thyra van Denemarken (1889-1945)     | Thyra van Denemarken (1889-1945)     | Thyra van Denemarken (1889-1945)     |                                      |                                      | 1 broer en 1 zuster                  | 1 broer en 1 zuster                  | 1 broer en 1 zuster            | 1 broer en 1 zuster            | 1 broer en 1 zuster            | 1 broer en 1 zuster            |  |  |  |  |  |  |  |  |  |  |  |  |  |  |  |  |  |  |  |  |  |  |  |  |  |  |  |  |  |  |  |  |  |  |  |  |  |  |  |  |  |  |  |  |  |  |  |  |

- Bibsys: 90341375
- Biblioteca Nacional de España: XX5758038
- Bibliothèque nationale de France: cb14977323w (data)
- Catàleg d'autoritats de noms i títols de Catalunya: 981058523560106706
- Gemeinsame Normdatei: 118719688
- International Standard Name Identifier: 0000 0004 3526 6351
- KulturNav: 4ee00c54-8f9b-4d38-8e72-c82b998cd047
- Library of Congress Control Number: n80153071
- National Archives and Records Administration: 10568375
- Nationale Bibliotheek van Israël: 987007262276105171
- Nationale Bibliotheek van Polen: a0000001112165
- Nederlandse Thesaurus van Auteursnamen: 124168515
- Istituto Centrale per il Catalogo Unico: DDSV200407
- LIBRIS: 255668
- SNAC: w6639pzz
- Système universitaire de documentation: 119846039
- Museum of New Zealand Te Papa Tongarewa: 68866
- Virtual International Authority File: 198975342
- WorldCat: E39PBJpV3Gb7MXW73hfrdrGj4q